# Le Frecce

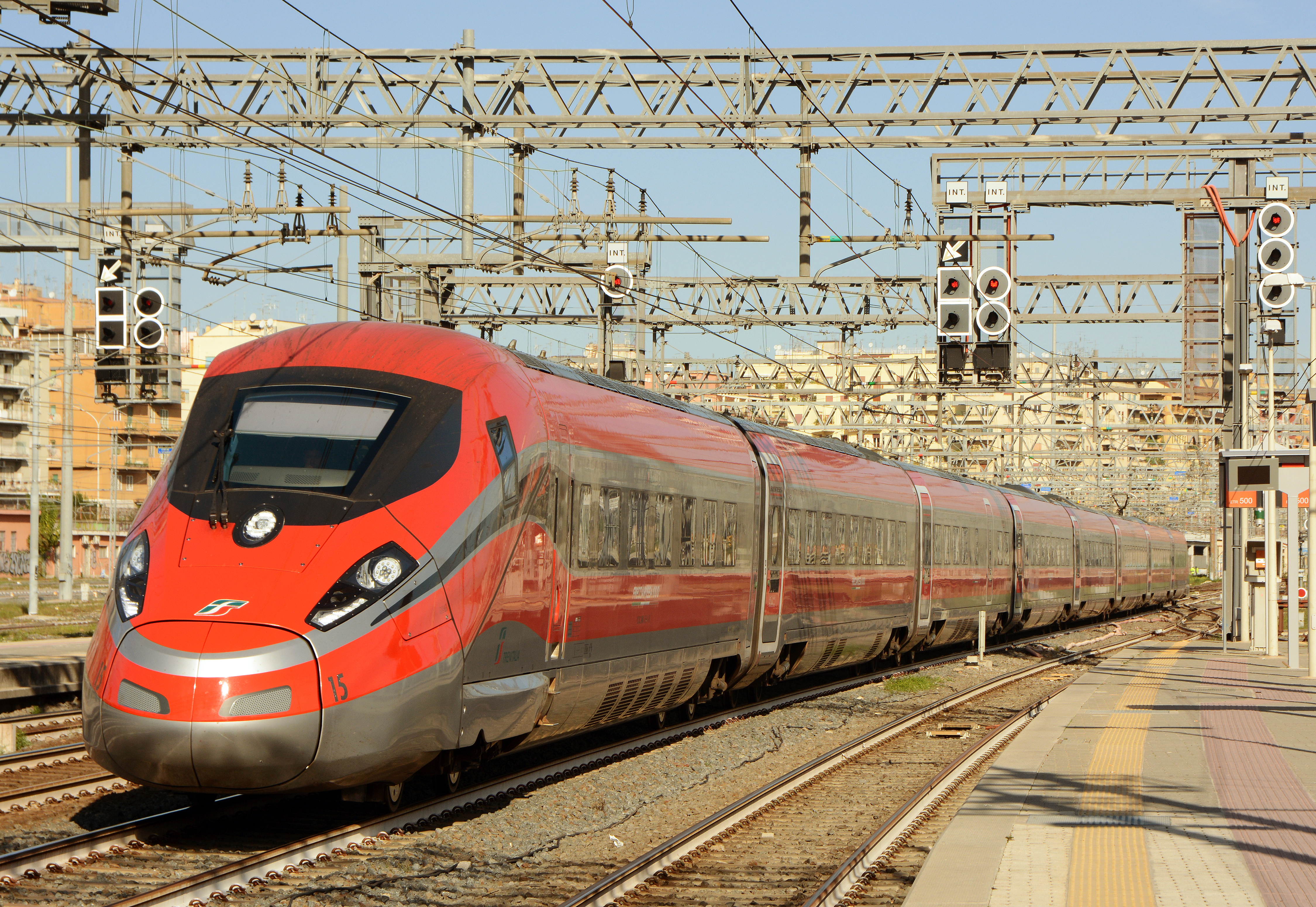
FS ETR 1000 als Frecciarossa

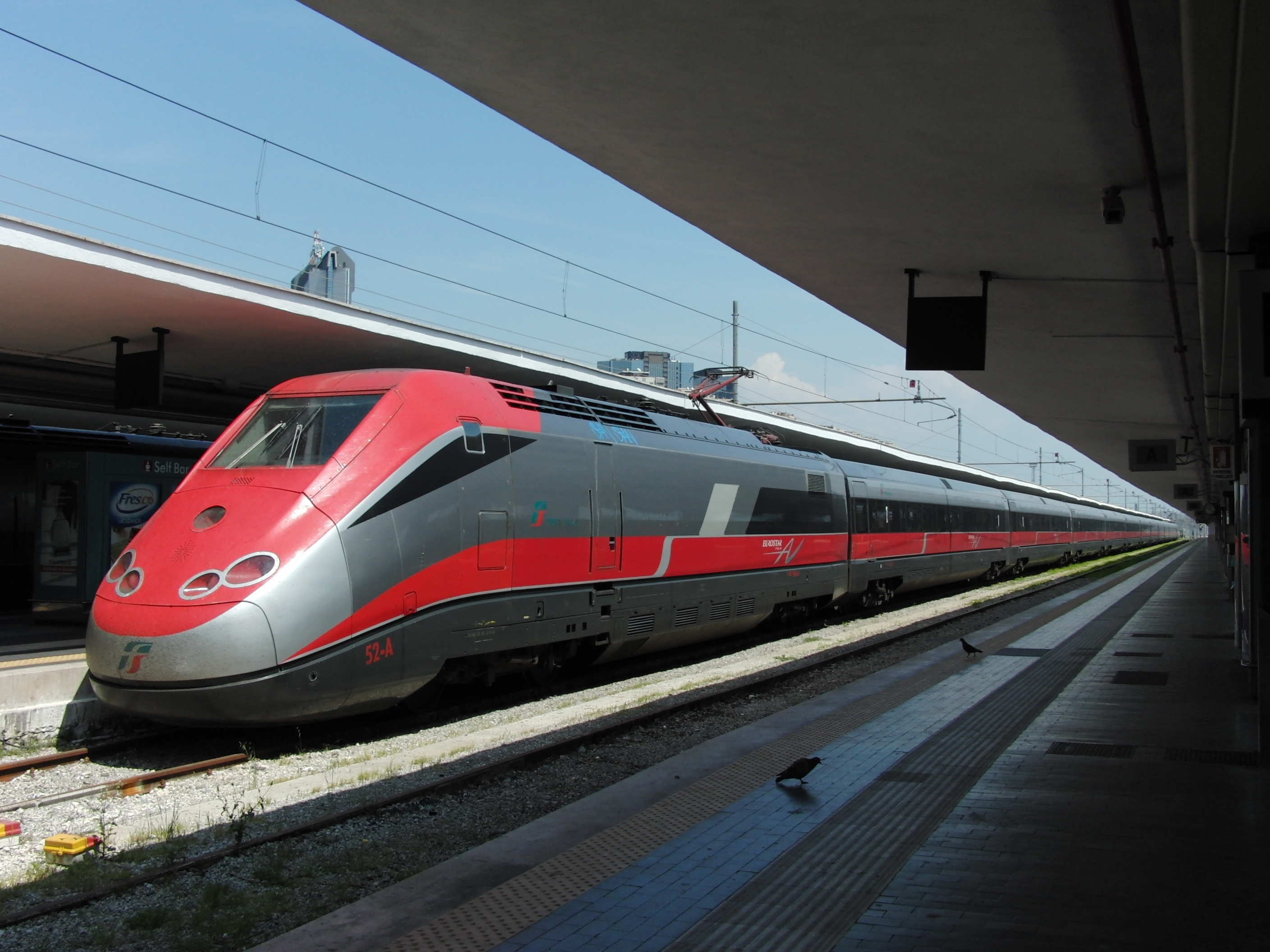
FS ETR 500 als Frecciarossa

FS ETR 600 als Frecciargento

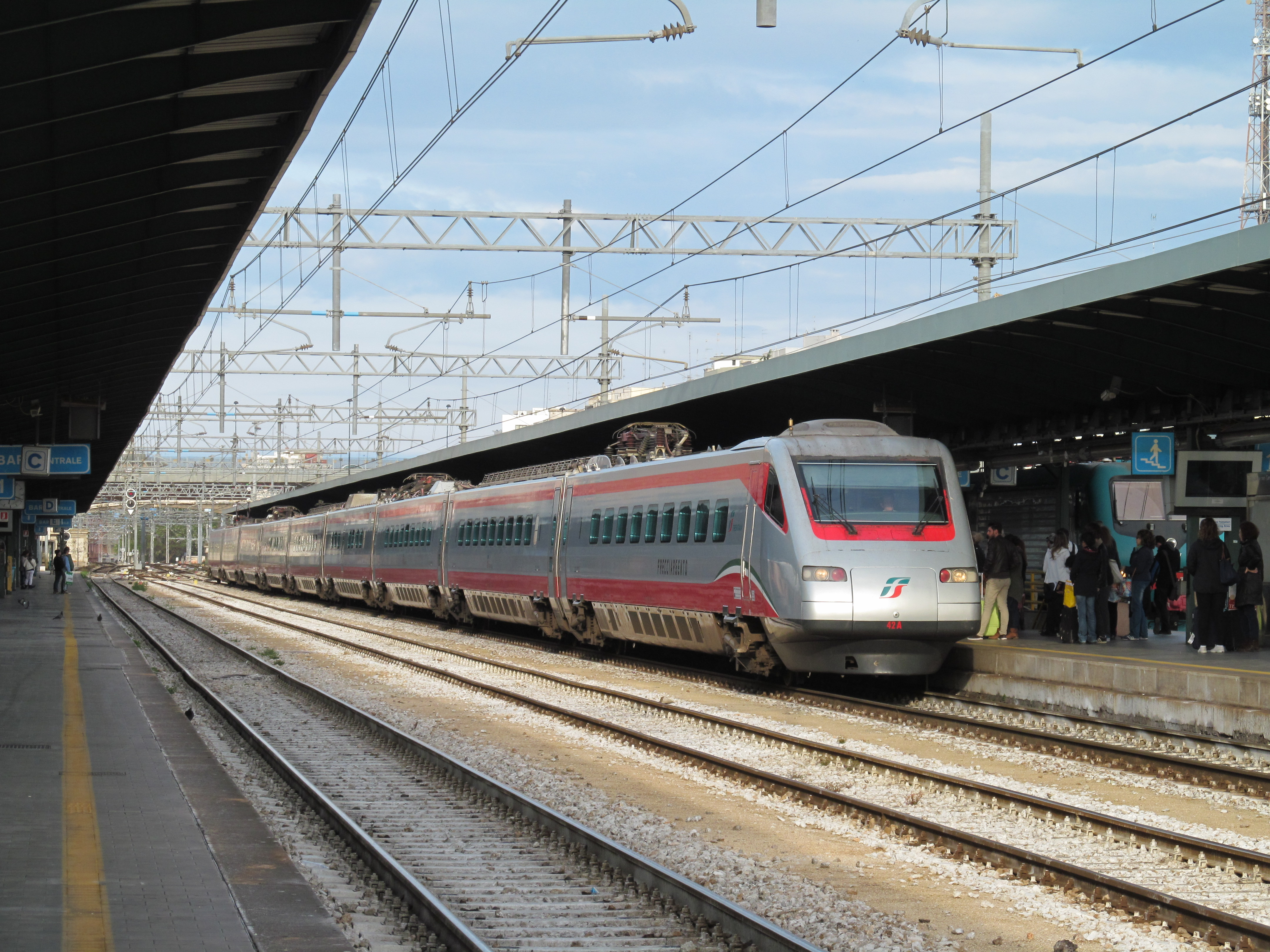
FS ETR 485 als Frecciargento

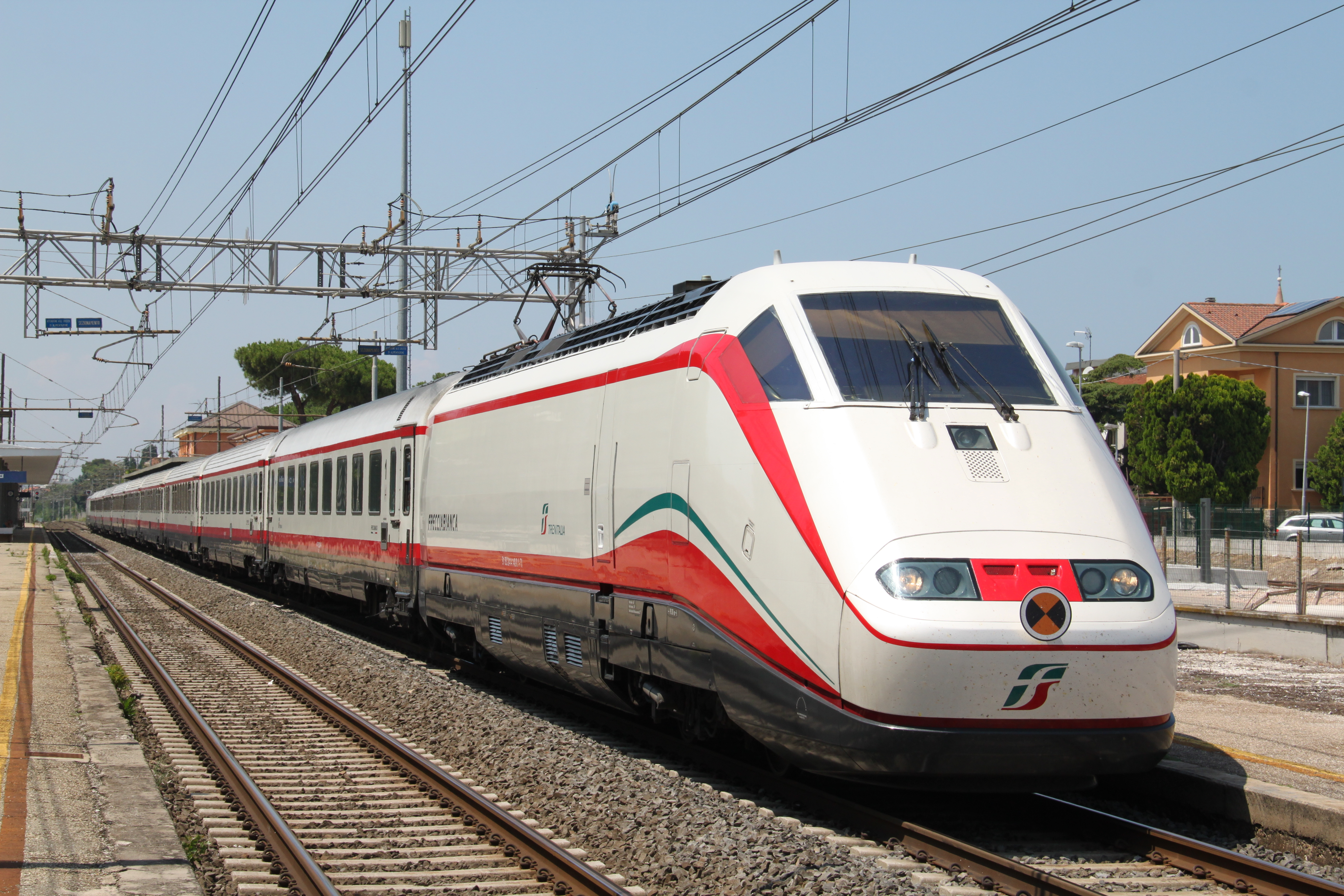
Frecciabianca

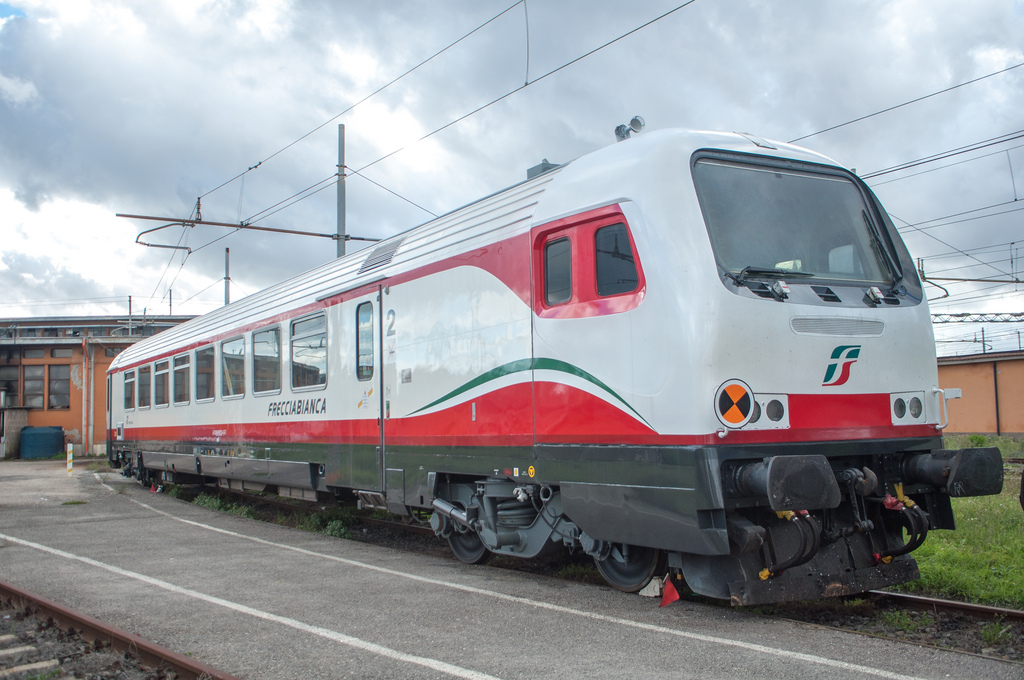
Frecciabianca-Steuerwagen

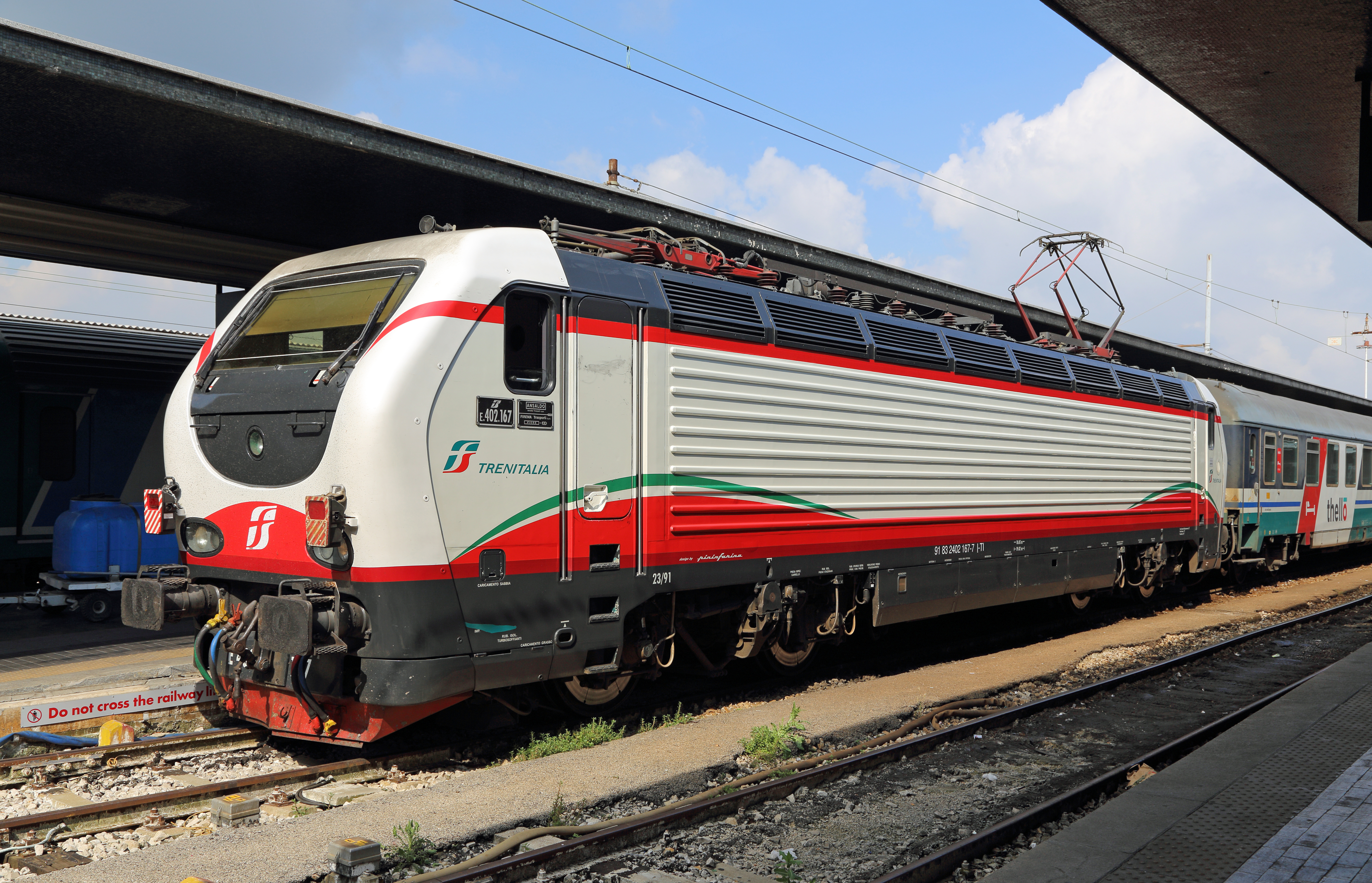
E 402B Lokomotive mit Frecciabiancalackierung

Le Frecce („die Pfeile“) bezeichnet italienische Zuggattungen von Hochgeschwindigkeitszügen, die aus der Marke Eurostar Italia hervorgegangen sind.  Betreiber ist das staatliche Bahnunternehmen Trenitalia.

## Frecciarossa
Frecciarossa („roter Pfeil“) ist eine Zuggattung für Züge mit einer Höchstgeschwindigkeit von 300 km/h. Die Züge verkehren auf Schnellfahrstrecken.
Eingesetzt werden ETR 500 sowie seit Juni 2015 auch Frecciarossa 1000 (ETR 400). Die Züge führen die vier Wagenklassen Executive, Business, Premium und Standard sowie einen Bar- und Speisewagen.
Die Züge fahren auf den Strecken:
- Turin–Mailand–Reggio Emilia–Bologna–Florenz–Rom–Neapel–Salerno;
- Venedig–Padua–Bologna–Florenz–Rom–Neapel–Salerno;
- Bergamo–Brescia–Verona–Bologna–Rom;
- Triest/Udine–Venedig–Padua–Vicenza–Verona–Brescia–Mailand;
- Turin/Mailand–Reggio Emilia–Bologna–Rimini–Ancona–Pescara–Foggia–Bari–Lecce;
- Mailand–Brescia–Peschiera del Garda–Verona–Rovereto–Trient–Bozen.[2]

Mit der Absicht, die Geschwindigkeit bis auf 350 km/h anzuheben, wurden von Herbst 2015 bis Ende 2016 mit Erfolg umfangreiche Testfahrten mit dem ETR 400 unternommen. Der für diese Geschwindigkeit notwendige Ausbau der Infrastruktur wird jedoch nicht ausgeführt, da  dessen ökonomische und technische Nachteile höher sind als die Vorteile.

## Frecciargento
Frecciargento („silberner Pfeil“) ist eine Zuggattung für Züge mit einer Höchstgeschwindigkeit von 250 km/h.
Eingesetzt werden Pendolino-Züge der dritten (ETR 485) und vierten (ETR 600, ETR 610) Generation sowie der gebraucht erworbene ETR 700. Die Züge führen Sitzplätze der ersten und zweiten Klasse sowie einen Bar- und Bistrowagen.
Die Züge verbinden den Nordosten Italiens mit dem Süden, auf der Strecken Triest/Udine–Venedig–Bologna–Florenz–Rom, Bozen/Brescia–Verona–Bologna–Florenz–Rom–Neapel und die Hauptstadt Rom mit dem Südosten und Südwesten Italiens, auf den Strecken Rom–Neapel–Bari–Lecce und Rom–Neapel–Reggio Calabria.

## Frecciabianca
Frecciabianca („weißer Pfeil“) ist eine Zuggattung für Züge mit einer Höchstgeschwindigkeit von 200 km/h, die nur im italienischen Gleichspannungsnetz verkehren.
Die Züge von Rom nach Ravenna, Reggio Calabria und Genua werden mit Pendolino-Garnituren ETR 460 oder ETR 463 betrieben. Seit Dezember 2015 verkehren nach Reggio Calabria auch Züge vom Typ ETR 470.
Auf anderen Linien werden Triebköpfe der ersten Serie der ETR 500 oder Elektrolokomotiven des Typs E 402B mit IC-Großraumwagen eingesetzt. In den Zügen laufen Servicewagen mit einer Corner Bar, einem Sitzbereich zweiter Klasse und einem behindertengerechten Bereich, die aus Speisewagen umgebaut wurden.

## Unfälle
Am 6. Februar 2020 um  5:34 Uhr entgleiste ein Frecciarossa der Baureihe ETR 400 auf der Fahrt von Mailand nach Salerno beim Bahnhof von Livraga mit annähernd 290 km/h. Die beiden Lokführer starben, 31 Passagiere wurden verletzt.
Bei der Unfalluntersuchung wurde klar, dass der Zug die Erlaubnis hatte, mit der Höchstgeschwindigkeit zu fahren, die in diesem Abschnitt 300 km/h beträgt. Doch eine Weiche, an der in der Nacht zuvor gearbeitet wurde, befand sich nicht in gerader Stellung, sondern in abzweigender Richtung, die nur mit 60 km/h befahren werden darf. Der Direktor der Nationalen Agentur für Eisenbahnsicherheit ANSF sagte am 13. Februar 2020 aus, dass eine falsche Verkabelung des in der Nacht teilweise ausgetauschten Weichenantriebs (attuatore) fälschlicherweise die Weichenstellung für die Höchstgeschwindigkeit von 300 km/h signalisiert haben könnte. Daher werde auch der Weichenhersteller Alstom in die Untersuchung einbezogen.